# Sharp Nemesis NXT
Pour les articles homonymes, voir Némésis (homonymie).

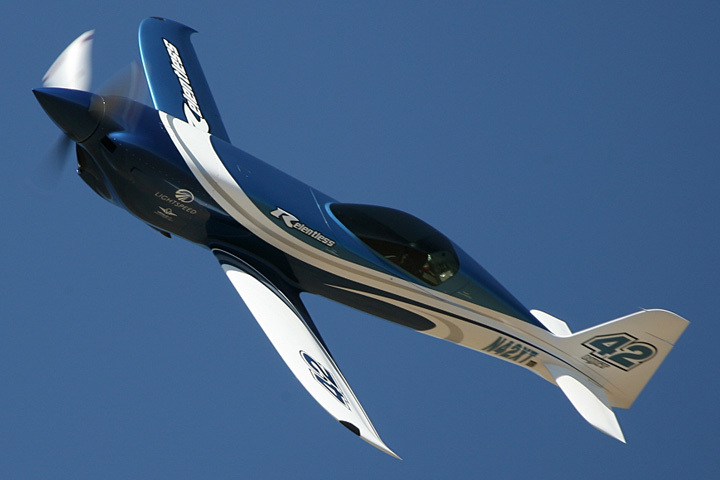
Sharp Nemesis NXT

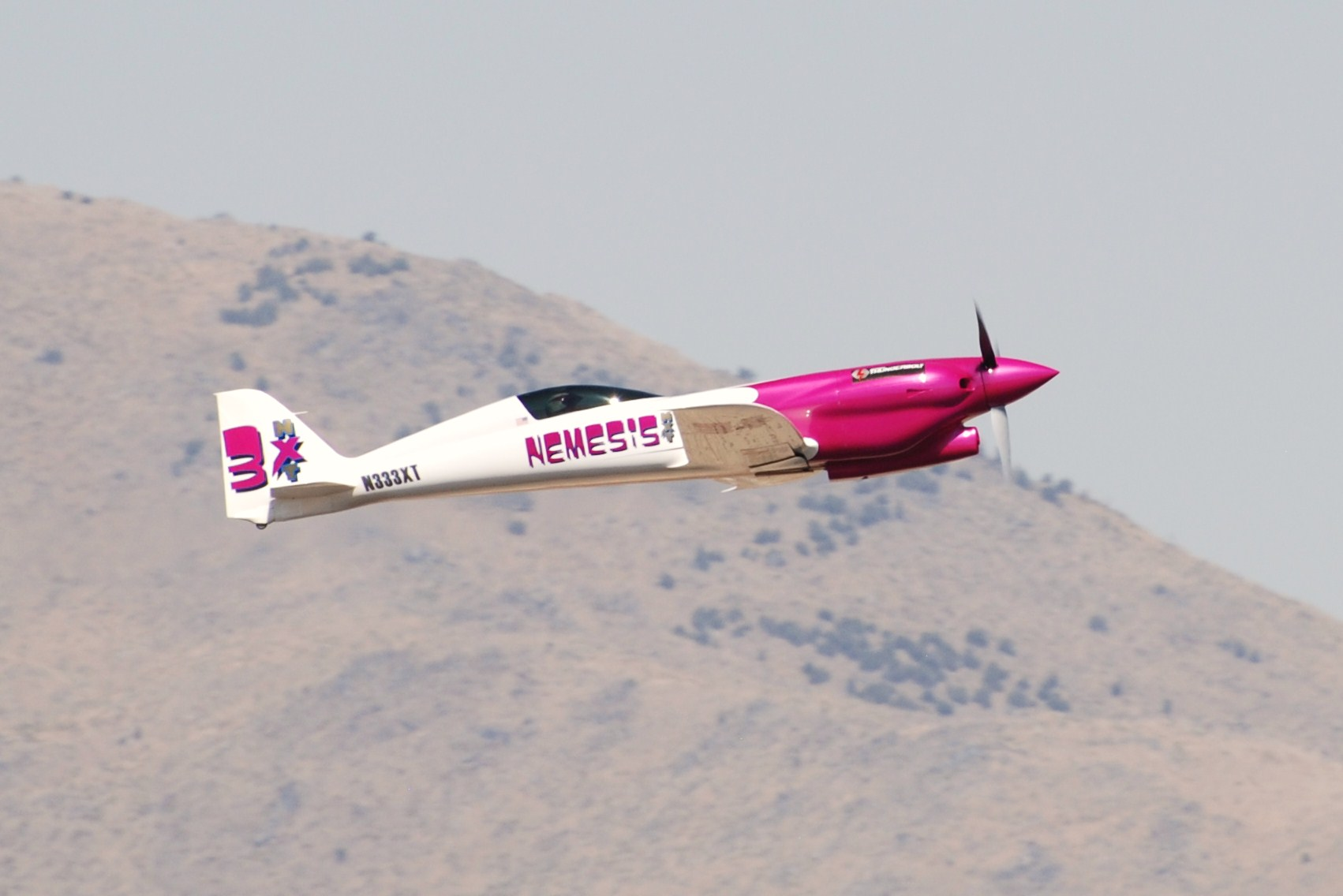
Sharp Nemesis NXT in 2008

Le Sharp Nemesis NXT est un kit d'avion de course conçu par Jon Sharp pour les courses aériennes, plus particulièrement les Courses aériennes de Reno, dont le premier vol à lieu en 2004 
Il succède au très réussi Sharp Nemesis (en). 

## Caractéristiques
C'est un avion biplace à ailes basses et train rentrant. Il est propulsé par un Lycoming TIO-540-NXT "Thunderbolt" de 6 cylindres.

## Rolls-Royce ACCEL
Un avion électrique basé sur ce kit, le Rolls-Royce ACCEL (en), effectu son premier vol le 15 septembre 2021.